# XFL (2020)
Die XFL war eine von 2020 bis 2023 in den Vereinigten Staaten tätige American-Football-Liga. Sie ging 2024 mit der USFL in die United Football League (UFL) auf.
Die Liga stand in Nachfolge der ersten XFL, die 2001 von der World Wrestling Federation (WWF, jetzt WWE) und dem Fernsehsender NBC ins Leben gerufen wurde und nur ein Jahr bestand. Die Liga wurde 2018 von Vince McMahons Firma Alpha Entertainment LLC neu gestartet. Die erste Saison 2020 wurde wegen der Covid-19-Pandemie abgebrochen. Im August 2020 wurde die Liga von Dwayne „The Rock“ Johnson, Dany Garcia sowie der Kapitalverwaltungsgesellschaft RedBird Capital LLC gekauft. Die zweite Saison begann im Februar 2023 und endete am 13. Mai 2023 mit dem Finalsieg der Arlington Renegades.
Am 29. September 2023 kündigten die XFL und die 2022 wieder gegründete USFL ihre Fusion an. Nach Bestätigung der Fusion durch die Kartellrechtsbehörden wurde der Start der neuen Liga für den 30. März 2024 angekündigt.
Die Liga hatte eine mit der ursprünglichen XFL vergleichbare Struktur: sie bestand aus acht Teams, die sich alle im Besitz der XFL befanden, zentral verwaltet wurden und über die gesamten Vereinigten Staaten verteilt waren. Die Teams spielten zunächst in einer regulären Saison mit zehn Spieltagen, die am Wochenende nach dem Super Bowl begann. Daran schloss sich eine zweiwöchige Postseason an, in der in Halbfinale und Finale der Meister ermittelt werden.

## Geschichte

### XFL unter Vince McMahon (2018–2020)
Am 25. Januar 2018 gab Vince McMahon den Neustart der XFL bekannt. Er sei dieses Mal der Einzige, der in die Gründung durch seine neu gegründete Firma Alpha Entertainment LLC investiere. In einem Exklusiv-Interview mit dem amerikanischen Sport-Fernsehsender ESPN nannte er als Grund für seinen Alleingang „damit ich in den Spiegel schauen kann und mir entweder sagen kann ‚Ich hab's verbockt.‘, oder ‚Du hast das hier zum Erfolg gemacht.‘“ Die Frage, ob er sich mit seiner Frau Linda McMahon darüber beraten habe, beantwortete er mit „Nein“. Seine Investitionen sollen rund 100 Mio. US-Dollar betragen haben, welche er durch den Verkauf von WWE-Aktien erhalten habe – ebenso viel Startkapital wie bei der erstmaligen Gründung im Jahr 2001. McMahon gab bekannt, er wolle sich Meinungen von Fans, Business-, Medizin- und Sportexperten einholen, um einen erfolgreichen Start zu ermöglichen. Ein Crossover mit der WWE soll es nicht geben. McMahon möchte „den Football den Fans zurück geben“. Die XFL soll während der Off-Season der NFL stattfinden und auf Streaming-Plattformen sowie regulären Fernsehsendern übertragen werden. Ihr Hauptquartier hatte die Liga in Stamford in Connecticut.
Spieler mit krimineller Vergangenheit sollen von der Teilnahme an dem Spielbetrieb ausgeschlossen werden. Außerdem seien politische Angelegenheiten oder Proteste, wie das Knien während des Abspielens der Nationalhymne, nicht erwünscht und würden hart sanktioniert. Aufgrund der Beziehungen McMahons zu US-Präsident Donald Trump und dem vorher genannten Verbot von politischen Aktionen bezeichnete die britische Zeitung The Independent die XFL als „Liga für Trump-Anhänger“. McMahon dementierte die Vorwürfe im Interview mit ESPN. Die Entscheidung, politische Protestaktionen zu verbieten, sei unabhängig von der Beziehung zwischen Trump und den McMahons gefallen.
Fans können bei der Gestaltung von Spielen und Liga mitbestimmen. So werden sie entscheiden, ob die Halbzeitpause, die Fair-Catch-Regel oder einige Werbepausen wegfallen. Zudem sollen die Fans über Trades und Vertragsabschlüsse entscheiden. Die Gesamtlänge eines Spieles soll nicht länger als zwei Stunden betragen.
Vor Beginn der ersten Saison richtete die XFL einen Player Draft aus, welcher im Oktober 2019 stattfand. Jedes Team durfte 70 Spieler aus einem Pool an Talenten auswählen, welche zuvor einen Vertrag mit der XFL abgeschlossen hatten. Commissioner Oliver Luck versendete hierbei einige Einladungen an Spieler, welche die Chance erhielten am Draft teilzunehmen. Der erste Spieler, der für den Draft bestätigt wurde, war Quarterback Landry Jones.
Der erste Spieltag fand am 8. Februar 2020 statt, eine Woche nach dem Super Bowl LIV. Übertragen wurden die Spiele live auf den Sendern FOX, ABC, ESPN und FOX Sports.
Am 13. März 2020 wurde bekannt gegeben, dass die Saison nach fünf Spieltagen aufgrund des Coronavirus vorzeitig beendet wird. Am 10. April 2020 stellte die Liga den Betrieb komplett ein und entließ fast alle Mitarbeiter, drei Tage später ging sie in Insolvenz.

### XFL unter Dwayne Johnson (seit 2020)
Am 4. August 2020 kauften der Schauspieler und ehemalige Wrestler Dwayne „The Rock“ Johnson, seine Managerin Dany Garcia sowie die Kapitalverwaltungsgesellschaft RedBird Capital LLC die Rechte an der XFL. Am 1. Oktober 2020 gab die XFL bekannt, in der Saison 2022 wieder den Spielbetrieb aufnehmen zu wollen.
Am 10. März 2021 wurde auf der Webseite der XFL verkündet, dass sich die Ligafunktionäre der kanadischen Football Liga CFL und die der XFL zusammenkommen und über eine mögliche Zusammenarbeit diskutieren. Während den Verhandlungen wurden die Vorbereitungen auf die Saison 2022 auf Eis gelegt. In diesem Zusammenhang wurde über eine Fusion der beiden Ligen, ein eventuelles All-Star- und/oder ein Championship-Game zwischen den Meistern der Liga, ähnlich zur Entstehung des Super-Bowls, bei dem sich ursprünglich die Meister der AFL und NFL maßen, oder eine reine wirtschaftliche Kooperation spekuliert. Nach monatelangen Diskussionen, gab die Canadian Football League am 7. Juli 2021 bekannt, dass die Gespräche über eine Zusammenarbeit einvernehmlich eingestellt wurden.
Dadurch, dass die Gespräche mit der CFL einen großen Zeitraum der Vorbereitungen für einen Start im Jahr 2022 in Anspruch genommen haben, gab die XFL am 8. November 2021 die Rückkehr im Jahr 2023 bekannt. In selbiger Bekanntgabe wurde die neue Vorstandschaft der XFL bekannt gegeben. Der ehemalige Präsident der Buffalo Bills, Russ Brandon wurde als neuer Liga-Präsident vorgestellt. Jordan Schlachter (Chief Business Officer), Janet Duch (Chief Marketing and Content Officer), Doug Whaley (Senior Vice President, Player Personnel), Scott Harniman (Senior Vice President, Enterprise Technology) und Cindy Wagner (Senior Vice President, People Operations) kehren in die XFL zurück, Russ Brandon (President, League and Football Operations), Rob Gerbe (Chief Financial Officer), Marc Ross (Executive Vice President, Football Operations) und Jay Rothman (Senior Vice President, Broadcast Operations) kommen neu dazu.
Am 21. Februar 2021 wurde die Kooperation mit der NFL bekanntgegeben. Dabei soll die XFL dazu dienen, neue Regeln und Ausrüstung zu erproben, Ausbildung von Trainern und Funktionären zu ermöglichen sowie Verbesserungsmöglichkeiten bei der Fitness der Spieler und beim Scouting zu entwickeln.
Am 18. Februar 2023 begann die erste Saison unter neuer Führung. Fünf der acht Mannschaften aus 2020 wurden übernommen. Die Tampa Bay Vipers zogen nach Las Vegas, dafür kamen die New York Guardians nach Orlando. Der Standort Los Angeles wurde durch San Antonio ersetzt, der dritte Standort der Liga in Texas. Das Finale am 13. Mai 2023 gewannen die Arlington Renegades mit 35:26 gegen die DC Defenders. Medien berichteten, dass die XFL in der Saison 2023 einen Verlust von 60 Millionen US-Dollar verzeichnet hatte.

## Wichtigste Regelunterschiede
- XFL-Regelwerk

### Kickoff
- Kickoffs werden von der 30-Yards-Linie des Kicking Teams geschossen (NFL: 35-Yards-Linie)

- Beide Teams stehen fünf Yards voneinander entfernt (Kicker und Returner ausgenommen): das Kicking Team an der gegnerischen 35-Yards-Linie, das Receiving Team an der eigenen 30-Yards-Linie (NFL: Kicking Team an eigener 35-Yards-Linie, Receiving Team mindestens 10 Yards entfernt)
- Ausschließlich Kicker und Returner dürfen sich bewegen, bis der Ball gefangen wurde oder drei Sekunden nachdem der Ball den Boden berührt hat
- Bei Kickoffs, die Out of Bounds geschossen werden oder nicht die 20-Yards-Linie des Receiving-Teams überschreiten, erhält das Receiving-Team den Ballbesitz an der 45-Yards-Linie des Kicking-Teams (NFL: Ball muss mindestens 10 Yards geschossen werden und Strafplatzierung an 40-Yards-Linie des Return-Teams)
- Touchback: Wird der Ball bis in die Endzone geschossen ohne vorher den Boden zu berühren, beginnt der nächste Drive an der 35-Yards-Linie des Receiving Teams; berührt der Ball vorher den Boden und rollt anschließend in die Endzone, beginnt der Drive an der 15-Yards-Linie des Receiving Teams

- Möglichkeiten um den Ballbesitz zu behalten:
  - Onside Kick: Ball muss zwischen 10 und 20 Yards weit geschossen und vom eigenen Team gefangen bzw. aufgenommen werden
  - Nur im 4. Viertel: Ausspielen eines normalen Spielzugs, der wie ein viertes Down fungiert, von der eigenen 25-Yards-Linie, bei dem 15 Yards erreicht werden müssen

### Points after Touchdown
- Das angreifende Team kann einen oder mehrere Extrapunkte nach einem Touchdown erhalten, wenn es den Ball mittels eines Pass- oder Laufspielzugs in die Endzone bringt (vgl. Two-Point Conversion). Abhängig davon, aus welcher Entfernung es dies schafft, variiert die Extrapunktzahl: 2 Yards=1 Extrapunkt, 5 Yards=2 Extrapunkte, 10 Yards=3 Extrapunkte
- Erobert die Defense bei einem Extrapunktversuch den Ball, bspw. mittels einer Interception oder eines gewonnenen Fumbles, und trägt diesen in die Endzone der Offense, erhält sie die entsprechende Punktzahl, die sonst die Offense erhalten hätte

### Clock-Management
- Die Play Clock für jeden Spielzug dauert 35 Sekunden und beginnt mit dem Ende des vorherigen Spielzugs von neuem
- Die Game Clock wird innerhalb beider Two-Minute-Warnings nach First Downs, bei unvollständigen Pässen und Läufen über die Spielfeldbegrenzung angehalten
- In jeder Halbzeit haben beide Teams je drei Mal die Möglichkeit die Game Clock anzuhalten

### Zwei Vorwärtspässe
- Wenn ein Team einen Vorwärtspass hinter der Line of Scrimmage vollendet, hat es die Möglichkeit einen zweiten Vorwärtspass zu werfen solange der Ball noch nicht die Line of Scrimmage überquert hat
- Sobald der Ball die Line of Scrimmage überquert, ist kein Vorwärtspass mehr erlaubt
- Sollte der erste Vorwärtspass hinter der Line of Scrimmage nicht gefangen werden, wird dieser als unvollständig und nicht als Fumble gewertet

### Punts
- Alle Spieler des Punting Teams müssen an oder hinter der Line of Scrimmage bleiben, bis der Ball gekickt wurde; es sind keine Gunner erlaubt
- Punts, die zwischen der 5-Yards-Linie und der Goalline des Receiving-Teams enden, werden als Touchback gezählt, bei dem der anschließende Spielzug an der 35-Yards-Line beginnt
- Ansonsten gelten die gleichen Touchback-Regeln wie beim Kickoff

### Fumble aus der gegnerischen Endzone
- Fumbled ein Spieler der Offense den Ball über die Spielfeldbegrenzung der gegnerischen Endzone hinaus, behält die Offense den Ballbesitz (NFL: Ballbesitz wechselt in jedem Fall)
- Handelt es sich um einen vierten Versuch und der Ballträger überschritt zuvor nicht die Line to Gain wechselt der Ballbesitz

### Overtime
- Sollte in der regulären Spielzeit kein Gewinner feststehen, wird ein Shootout mit zunächst drei Runden ausgetragen
- Jede Runde besteht aus einer Two-Point-Conversion pro Team, die an der 5-Yards-Linie des Gegners ausgeführt wird
- Steht nach den drei Runden kein Sieger fest, wird das Prozedere solange um je eine Runde verlängert, bis dies der Fall ist

## Teams

### Spielzeit 2020
Am 5. Dezember 2018 gab die XFL die acht Städte und Stadien bekannt, welche der XFL angehören werden. In sieben der acht Städte befindet sich bereits mindestens ein NFL-Franchise, in Los Angeles und New York City sind sogar zwei beheimatet. Lediglich in St. Louis gibt es seit dem Umzug der Rams nach Los Angeles kein NFL-Team. Mit New York und Los Angeles kehren zwei Spielstädte der originalen XFL von 2001 zurück. Am 21. August 2019 wurden die acht Teamnamen der Franchises der Liga bekannt gegeben.
| Team                  | Stadt/Bundesstaat           | Stadion                      | Kapazität     | Head Coach     |
| West Division         | West Division               | West Division                | West Division | West Division  |
| --------------------- | --------------------------- | ---------------------------- | ------------- | -------------- |
| Dallas Renegades      | Arlington, Texas            | Globe Life Park              | 25.000        | Bob Stoops     |
| Houston Roughnecks    | Houston, Texas              | TDECU Stadium                | 40.000        | June Jones     |
| Los Angeles Wildcats  | Carson, Kalifornien         | Dignity Health Sports Park   | 27.000        | Winston Moss   |
| Seattle Sea Dragons   | Seattle, Washington         | CenturyLink Field            | 37.722 *      | Jim Zorn       |
| East Division         |                             |                              |               |                |
| DC Defenders          | Washington, D.C.            | Audi Field                   | 20.000        | Pep Hamilton   |
| New York Guardians    | East Rutherford, New Jersey | MetLife Stadium              | 33.346 *      | Kevin Gilbride |
| St. Louis BattleHawks | St. Louis, Missouri         | The Dome at America’s Center | 28.352 *      | Jonathan Hayes |
| Tampa Bay Vipers      | Tampa, Florida              | Raymond James Stadium        | 44.441 *      | Mark Trestman  |

* reduzierte Kapazität
Absagen
- Am 2. August 2018 gab das Verwaltungsteam des Oakland Coliseum in Oakland, CA bekannt, dass es aufgrund von terminlichen Überschneidungen mit den Spielen des MLB-Teams Oakland Athletics und Problemen mit der Aufrechterhaltung der Qualität des Rasens bei einer Doppelbelastung keine Möglichkeit gibt, einem XFL-Team das Stadion zur Verfügung zu stellen. Außerdem sei die Situation der Oakland Raiders noch nicht eindeutig geklärt. Man wisse nicht, ob die Raiders 2020 noch in Oakland verbringen werden, da ein neues Footballstadion für den Umzug nach Las Vegas vorgesehen ist. Dadurch ist eine Rückkehr der früheren Franchise der XFL San Francisco Demons vorerst ausgeschlossen.[32]
- Im Rahmen der NeuLion Sports Media&Technology Konferenz am 16. Oktober gab Commissioner Oliver Luck bekannt, dass keines der Teams von 2001 zurückkehren werde.[33]

### Spielzeit 2023
Fünf der acht Mannschaften der Saison 2020 treten auch 2023 an. Dabei änderten zwei den Namen: die Seattle Dragons wurden zu den Seattle Sea Dragons, die Dallas Renegades zu den Arlington Renegades. Das einzige Team aus Florida, die Tampa Bay Vipers, wurden nach Orlando verlegt und übernahmen den Namen der aufgelösten New York Guardians. Der Name Vipers wurde vom neuen Team in Las Vegas übernommen. Das aufgelöste Team der Los Angeles Wildcats wurde durch die San Antonio Brahmas ersetzt, die damit das dritte Team im Bundesstaat Texas sind.
In Deutschland wurden alle 43 Spiele von Sport1 und Sport1+ übertragen bzw. gestreamt.
| Team                  | Stadt               | Stadion                      | Head Coach      |
| North Division        | North Division      | North Division               | North Division  |
| --------------------- | ------------------- | ---------------------------- | --------------- |
| DC Defenders          | Washington, D.C.    | Audi Field                   | Reggie Barlow   |
| Seattle Sea Dragons   | Seattle, Washington | Lumen Field                  | Jim Haslett     |
| St. Louis BattleHawks | St. Louis, Missouri | The Dome at America’s Center | Anthony Becht   |
| Vegas Vipers          | Las Vegas, Nevada   | Cashman Field                | Rod Woodson     |
| South Division        |                     |                              |                 |
| Arlington Renegades   | Arlington, Texas    | Choctaw Stadium              | Bob Stoops      |
| Houston Roughnecks    | Houston, Texas      | TDECU Stadium                | Wade Phillips   |
| Orlando Guardians     | Orlando, Florida    | Camping World Stadium        | Terrell Buckley |
| San Antonio Brahmas   | San Antonio, Texas  | Alamodome                    | Hines Ward      |